# فینال جام اتحادیه فوتبال انگلستان ۱۹۹۵
فینال جام اتحادیه فوتبال انگلستان ۱۹۹۵، رقابت پایانی جام اتحادیه فوتبال انگلستان در سال ۱۹۹۵ میلادی است که مابین دو تیم باشگاه فوتبال لیورپول و باشگاه فوتبال بولتون در ورزشگاه ومبلی لندن برگزار شده‌است.
این مسابقه که در تاریخ ۲ مه ۱۹۹۵ انجام شده‌است با نتیجه ۲ بر ۱ به سود تیم باشگاه فوتبال لیورپول به پایان رسید.